# Lysandra albinismorufescens
Lysandra albinismorufescens är en fjärilsart som beskrevs av Charles Oberthür 1909. Lysandra albinismorufescens ingår i släktet Lysandra och familjen juvelvingar. Inga underarter finns listade i Catalogue of Life.